# Дембіни-Осуховські
Дембіни-Осуховські (пол. Dębiny Osuchowskie) — село в Польщі, у гміні Мщонув Жирардовського повіту Мазовецького воєводства.
Населення — 15 осіб (2011).
У 1975-1998 роках село належало до Скерневицького воєводства.

## Демографія
Демографічна структура станом на 31 березня 2011 року:
|          | Загалом | Допрацездатний вік | Працездатний вік | Постпрацездатний вік |
| -------- | ------- | ------------------ | ---------------- | -------------------- |
| Чоловіки | 6       | 0                  | 4                | 2                    |
| Жінки    | 9       | 2                  | 4                | 3                    |
| Разом    | 15      | 2                  | 8                | 5                    |